# Ōkuwa
Ōkuwa (大桑村 Ōkuwa-mura?) es una villa en la prefectura de Nagano, Japón, localizada en la parte central de la isla de Honshū, en la región de Chūbu. El 1 de marzo de 2021 tenía una población estimada de 3408 habitantes y una densidad de población de 15 personas por km².

## Geografía
Ōkuwa se encuentra en las montañas Kiso, en el suroeste de la prefectura de Nagano, limitando con las montañas Atera al oeste. El río Kiso atraviesa la villa y los montes Utsugi (2864 metros) y Minamikoma (2841 metros) están en sus fronteras.

## Historia
El área de la actual Ōkuwa era parte de la antigua provincia de Shinano. El área se desarrolló como Suhara-juku y Nojiri-shuku, dos estaciones del Nakasendō, la ruta que conectaba Edo con Kioto durante el período Edo. La villa actual de Ōkuwa se estableció el 1 de abril de 1889.

## Demografía
Según los datos del censo japonés, la población de Ōkuwa ha estado disminuyendo en los últimos 50 años.
| Gráfica de evolución demográfica de Ōkuwa entre 1940 y 2015 |
|                                                             |
| Oficina de Estadísticas de Japón                            |